# Alenka Cuderman
Alenka Cuderman (Kranj, 13 de junio de 1961) es una ex jugadora y ex entrenadora yugoslava/eslovena de balonmano, campeona olímpica en 1984 con Yugoslavia.

## Trayectoria
Su carrera deportiva comenzó en 1972 en el RK Preddvor, donde jugó hasta 1976, cuando se mudó a Ljubliana, con el RK Olimpija Ljubljana. Tras cuatro años, fichó por el club serbio RK Radnicki Belgrad con el que llegó a cuatro finales de Champions League, ganando la última, en 1984, antes de marcharse de vuelta al RK Olimpija Ljubljana donde volvió a estar otros 3 años. Terminó con un año en el RK Jedinstvo Tuzla de Bosnia y Herzegovina y un año en el MTV Giessen alemán. En sus últimos años compartió dos temporadas siendo jugadora entrenadora en el HC Servette Geneva.
Actualmente es directiva de la EHF y coordinadora de su programa de desarrollo femenino.
Como miembro de la selección yugoslava participó en los Juegos Olímpicos de Los Ángeles 84, en el que se alzó con el título de campeona olímpica, con 23 años y fue medalla de bronce en el campeonato del Mundo de Budapest en 1982 en los 8 años que vistió la camiseta nacional. En su época formativa fue medalla de plata en el Mundial junior de 1981 en Montreal y medalla de bronce en el Mundial junior de 1979 en Pristina.

### Clubes
- 1976-1980:  RK Olimpija Ljubljana
- 1980-1984:  RK Radnicki Belgrad
- 1984-1987:  RK Olimpija Ljubljana
- 1987-1988:  RK Jedinstvo Tuzla
- 1988-1989:  MTV Giessen
- 1989-1990:  HC Servette Geneva
- 1991-1992:  HC Servette Geneva

## Títulos y reconocimientos

### Selección
- 1 x  Medalla de oro en los Juegos Olímpicos de Los Ángeles'84
- 1 x  Medalla de bronce en el Campeonato del Mundo de Budapest'82

### Clubes
- 1 x Champions League (1983/84)
- 4 x Liga yugoslava (1980/81, 1981/82, 1982/83, 1983/84)
- 6 x Liga de Eslovenia

### Premios individuales
- Insignia de oro a la mejor atleta de Yugoslavia (1984)
- Placa Stanko Bloudek.
- Placa Boris Ručigaj (1984) como la primera mujer eslovena en ganar una medalla de oro olímpica.
- Mención honorífica del Comité Olímpico de Eslovenia (1997)
- Por iniciativa de la Asociación Eslovena de Balonmano, se le dedicó un sello postal.[7]
- Miembro del Templo de los Héroes del Deporte esloveno.